# Julian Lesiński
Julian Lesiński (ur. 17 czerwca 1990 w Radomsku) – polski piosenkarz, aktor oraz dziennikarz radiowy. Laureat krajowych i międzynarodowych festiwali wokalnych.

## Życiorys
Od najmłodszych lat kształcił się muzycznie. Pobierał naukę śpiewu oraz gry na fortepianie. Od 2006 kształcił swój wokal pod okiem Violetty i Pawła Ojrzyńskich w Studiu Wokalnym działającym przy Miejskim Domu Kultury w Radomsku. W 2009 ukończył Zespół Szkół Elektryczno-Elektronicznych im. prof. Janusza Groszkowskiego  w klasie o profilu zarządzanie informacją. W 2010 ukończył policealne studio aktorskie Lart StudiO w Krakowie.
W 2011 debiutował na deskach Teatru Ludowego w Krakowie w sztuce "Mechaniczna pomarańcza" (reż. Jacek Bunsch). Po przeprowadzce do Białegostoku występował m.in. w Teatrze Dramatycznym - spektakl taneczny "RE-WIZJE" (reż. Grażyna Radziszewska). ; Białostockim Teatrze Lalek - "Krótki kurs Teatru Najnowszego" (reż. Wojciech Szelachowski), "Czekając na pierwszą gwiazdkę".  (reż. Ryszard Doliński]). W 2015 został absolwentem Policealnego Studium Wokalno - Aktorskiego w Białymstoku.  Uzyskał tytuł "aktora scen muzycznych", broniąc dyplomu spektaklem "Tango Surrealo - czyli nieaktualny przewodnik po miłości" w reżyserii Bernardy Bieleni.
W lipcu 2016 wydał debiutancki mini-album pt. Nieznane – Zapomniane, który został wydany we wsparciu crowfoundingowym Polakpotrafi.pl. Na krążku oprócz dwóch autorskich utworów, znalazły się współczesne interpretacje piosenek z okresu dwudziestolecia międzywojennego. Przez kilka lat na antenie białostockiego Radia Akadera prowadził m.in. autorską audycję o takim samym tytule. Od 2017 współpracuje z warszawską wytwórnią Delphy Records. We wrześniu tego samego roku ukazał się jego kolejny singiel "Mistrzu". Następnie wziął udział w międzynarodowych preselekcjach w San Marino do Konkursu Piosenki Eurowizji 2018. W walce o dziką kartę zajął trzecie miejsce, zdobywając przeszło 200 tys. głosów internautów. 23 stycznia 2018 premierę miał utwór "Like A Stream", który zgłosił do Krajowych Eliminacji do Konkursu Piosenki Eurowizji 2018.. Do singla powstał również klip. 18 października 2018 premierę miał singiel "Affinity". 
Zdobył tytuł "Osobowość Roku 2018" województwa podlaskiego w kategorii Kultura w plebiscycie Kuriera Porannego i Gazety Współczesnej za wybitne osiągnięcia na międzynarodowych konkursach wokalnych oraz za singiel 'Affinity'. 
W styczniu 2019 zajął III miejsce w kategorii „pop” podczas Międzynarodowego Festiwalu ‘Christmas Talent League’, w Wilnie. Miesiąc później wystąpił w pierwszym etapie białoruskich eliminacji do Konkursu Piosenki Eurowizji - Евровидение-2019. W marcu 2019 został laureatem drugiego miejsca oraz Nagrody Specjalnej podczas Krajowych Eliminacji do Międzynarodowego Festiwalu "Słowiański Bazar w Witebsku 2019", które odbyły się w Teatrze Capitol w Warszawie. Podczas Międzynarodowego Festiwalu 'Muzikos Talentų Lyga / Music Talent League'odbywającego się w Wilnie w dniach 2-7 kwietnia 2019r. wokalista zdobył dwie nagrody: pierwsze miejsce w kategorii Folk oraz drugie miejsce w kategorii Pop. Ponadto został nominowany do Grand Prix. W listopadzie wydał singiel "All And All". W teledysku do piosenki zostały wykorzystane nagrania z Marszu Równości, który odbył się w Białymstoku kilka miesięcy wcześniej. Pierwsze wykonanie utworu na żywo odbyło się w programie "Halo Polonia", wyemitowanym na antenie TVP Polonia 20 grudnia 2019r.
W 2020 wziął udział w telewizyjnym programie Szansa na sukces, gdzie wykonał przebój Izabeli Trojanowskiej "Pieśń o cegle". 

## Dyskografia

### EP
| Rok  | Dane dot. albumu                                                         |
| ---- | ------------------------------------------------------------------------ |
| 2016 | Nieznane - Zapomniane - Wydany: 21 lipca 2016 - Format: digital download |

### Single
| Rok  | Tytuł                             |
| ---- | --------------------------------- |
| 2016 | "Historie nieskończone"           |
| 2016 | "Not A Ballad"                    |
| 2017 | "Mistrzu"                         |
| 2018 | "Like A Stream"                   |
| 2018 | "Like A Stream (Kriss Tap Remix)" |
| 2018 | "Affinity"                        |
| 2018 | "Affinity (Alternative Version)"  |
| 2019 | "All And All"                     |
| 2019 | "All And All (Piano Version)"     |
| 2020 | "Milion Nowych Szans"             |
| 2020 | "Spójrz"                          |
| 2020 | "Only Love Can Win"               |

## Nagrody i wyróżnienia
- III miejsce w X Ogólnopolskim Festiwalu Piosenki Aktorskiej „Reflektor” Koszalin 2013 (kat. aktorzy i wokaliści)[17].
- I miejsce w XVIII Ogólnopolskim Festiwalu Interpretacji Piosenki Aktorskiej Bydgoszcz 2017[18].
- Grand Prix VIII Ogólnopolskiego Festiwalu Piosenek Janusza Gniatkowskiego 2017[19].
- Finalista Krajowych Eliminacji do Międzynarodowego Festiwalu "Słowiański Bazar w Witebsku 2018"[20].
- I miejsce w Międzynarodowym Festiwalu im. Bohdana Wesołowskiego [Міжнародний Фестиваль імені Богдана Весоловського] w Odessie[21].
- I miejsce w Międzynarodowym Festiwalu Sofia Grand Prix 2018, kategoria Pop Song[22].
- III miejsce podczas Międzynarodowego Festiwalu ‘Christmas Talent League[14]’, kat. POP – (Litwa, Wilno - 07.01.2019)
- Występ podczas białoruskich eliminacji do Konkursu Piosenki Eurowizji - Евровидение-2019[23] (Mińsk, 04.02.2019)
- II miejsce oraz Nagroda Specjalna podczas Krajowych Eliminacji do Międzynarodowego Festiwalu "Słowiański Bazar" w Witebsku 2019[13] - (Warszawa - Teatr Capitol 06.03.2019)
- I miejsce (kat. Folk) oraz II miejsce (kat. Pop) oraz nominacja do Grand Prix podczas Międzynarodowego Festiwalu 'Muzikos Talentų Lyga / Music Talent League[24]' w Wilnie (02-07.04.2019)